# 파루 공항

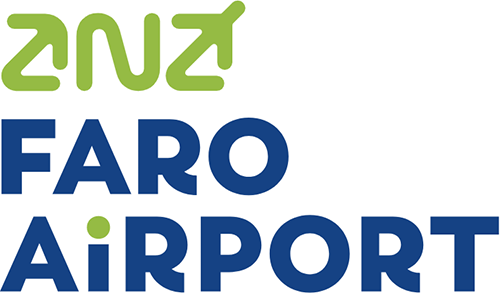

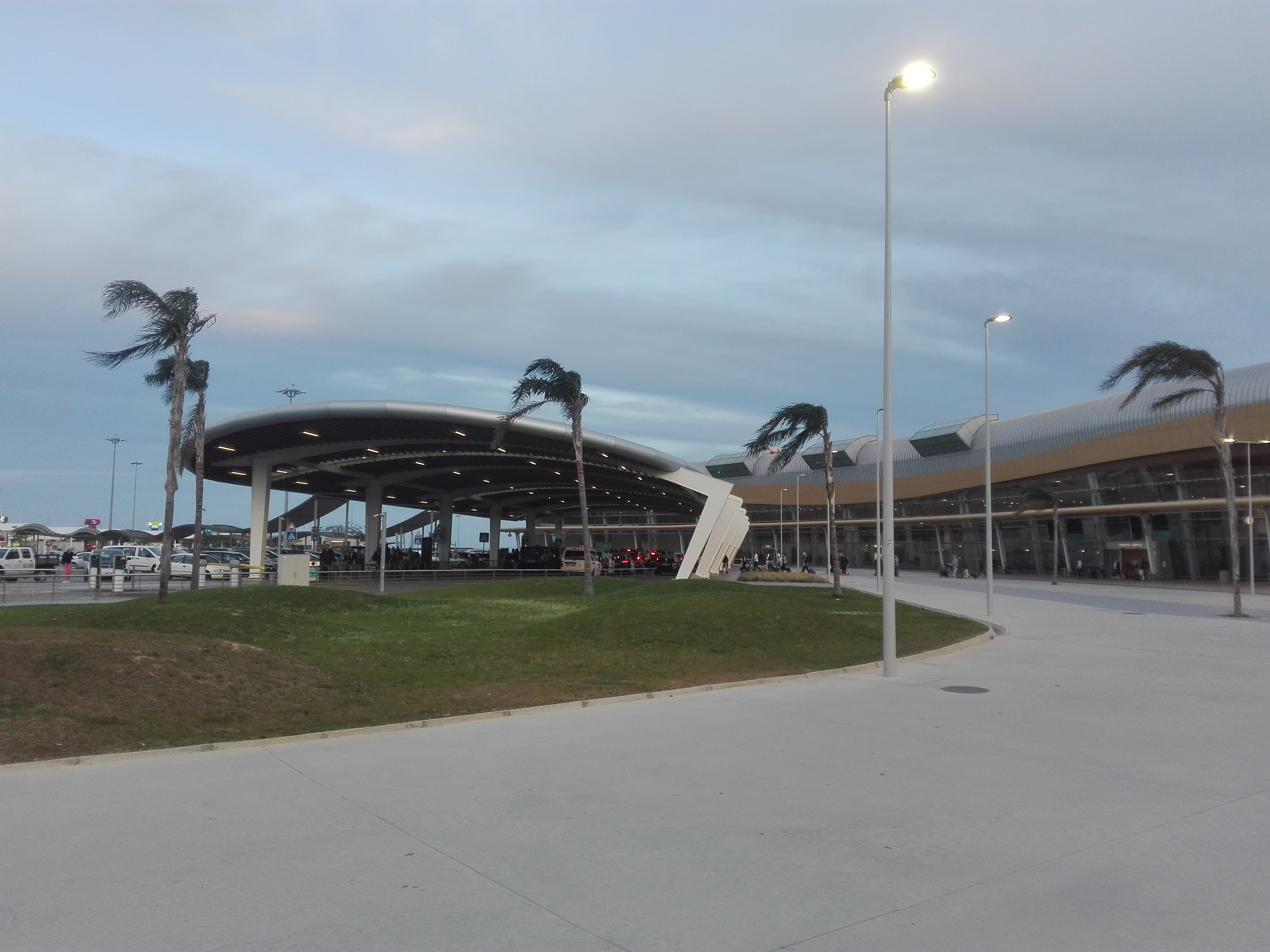

파루 공항(Faro Airport) 또는 파루 국제공항(Aeroporto Internacional de Faro, IATA: FAO, ICAO: LPFR)은 포르투갈의 파루에서 서쪽으로 4킬로미터 지점에 위치한 공항이다. 이 공항은 1965년 7월에 개항하였다. 2019년 파루 공항을 이용한 총 승객 수는 900만 명을 넘는다. 이 공항은 2010년 3월 처음으로 허브 공항이 되었으며 라이언에어는 이곳에 항공기 중 7대를 두기로 결정했다. 3월부터 10월까지 매우 분주한 공항이다.